# 823 (numero)
Ottocentoventitré (823) è il numero naturale dopo l'822 e prima dell'824.

## Proprietà matematiche
- È un numero dispari.
- È un numero primo.
  - È un numero primo troncabile a sinistra.
- È un numero palindromo nel sistema di numerazione posizionale a base 13 (4B4).
- È parte della terna pitagorica (823, 338664, 338665).
- È un numero fortunato.

## Astronomia
- 823 Sisigambis è un asteroide della fascia principale del sistema solare.
- NGC 823 è una galassia lenticolare della costellazione della Fornace.
- Cosmos 823 (vettore Kosmos-3M) è un satellite artificiale russo.

## Altri ambiti
- Lo IAR 823 era un monomotore da addestramento multiruolo ad ala bassa sviluppato negli anni settanta e prodotto inizialmente dall'azienda rumena Intreprinderii de Constructii Aeronautice (ICA)-Braşov) e successivamente dall'Industria Aeronautică Română (IAR).